# .eh
.eh este un domeniu de internet de nivel superior (ccTLD) rezervat pentru Sahara Occidentală. Domeniul nu există încă în DNS, și ca urmare nu are nici un host activ.